# Leça Futebol Clube
O Leça Futebol Clube é um clube português fundado em 1912 sediado em Matosinhos, na atual Freguesia de Matosinhos e Leça da Palmeira, no Distrito do Porto. No futebol, conta com quatro presenças no primeiro escalão do futebol português.

## História

### Fundação
O Leça Futebol Clube foi fundado em 1912, embora ainda não se tenham descoberto elementos sobre o dia e mês em que tal aconteceu.
O primeiro dado noticioso consta de «O Primeiro de Janeiro» de 3 de Setembro de 1913: Leça F.C.: Realizou-se um «match» entre o 1.º team deste clube e o 1° do Portugal F.C. Matosinhos, ficando vencedor o Leça por 8 «goals» a 2. Salientaram-se do Leça F.C., Teixeira Ramos e Menezes. O referee foi imparcial. - O «captain», António Lino.
Dois dias depois, em «O Comércio do Porto», o responsável pelo Portugal F.C. Matosinhos convidava os jogadores do 1.º «team» do seu clube para se apresentarem no campo do Leça F.C. a fim de efetuarem o jogo de desforra com o 1.º «team» leceiro.
Como curiosidade, aqui deixamos aquela que foi a primeira equipa conhecida como representativa do Leça F.C.: A. Lino, J. Guerra, D. Lopes, M. Carvalho, A. D'Aquino, G. Queiroz, D. Ramos, A. Menezes, F. Teixeira, J. Santos e F. Ávila. Era guarda-redes e «capitão» de equipa António Lino Moreira, posteriormente transferido para o F.C. Porto, onde chegou a internacional.
Para ilustrar a forma como se competia naquela época, cita-se, por exemplo, uma convocatória publicada no «Jornal de Notícias» de 12 de Setembro de 1913 (sexta-feira): «Leça Futebol Clube: O «captain» do 1.º team deste clube pede a comparência dos seus «players» no campo do Leixões Sport Clube às 2 horas e meia da tarde de domingo».
Constata-se assim que não havia treinos regulares nem treinador tal como agora é entendido, sendo a equipa convocada e dirigida pelo capitão. Além disso, ser sócio era condição fundamental para se poder representar o clube.
O Leça F.C., era na altura, um clube perfeitamente organizado, competindo regularmente com várias equipas, embora não em provas organizadas pela Associação de Futebol do Porto.
Possuía o seu próprio campo de jogos, conhecido como «campo Hintze Ribeiro». A sede social localizava-se inicialmente no Largo do Castelo n.º 30, surgindo em 1916 como situada na Rua de Fuzelhas, n.º 13.
«O Primeiro de Janeiro», em 19 de Novembro de 1913, noticiava: «Leça F.C. - convidam-se os senhores associados para comparecerem amanhã, quinta-feira, às 8 h. da noite, na sede deste clube no Largo do Castelo, 30, para reunirem em Assembleia, tratando-se de assuntos urgentes e da eleição de um novo secretário. Por isso pede-se que não faltem. O Presidente - J. Menezes».
Uma outra alusão que nos dá a certeza da completa organização do clube é fornecida pelo jornal «O Badalo», antecessor de "O Comércio de Leixões", de 18 de Outubro de 1914 e que passamos a transcrever: «Leça F.C.: A Direção desta importante e útil coletividade acaba de nos comunicar, em amável ofício que nos dirige, que em sessão de 3 do corrente foi resolvido nomear a redacção deste jornal, sócio benemérito, sendo esta proposta aprovada por unanimidade. Surpreendeu-nos a atitude da Direção do Leça F.C., que muito nos cativa e envaidece...».
A partir de 1916 o Leça F.C. cessou a sua atividade, fruto da saída de alguns dos jogadores mais importantes para outros clubes, o que provocou a desmobilização dos restantes, e também em consequência da participação de Portugal na Primeira Guerra Mundial.
Em 29 de Agosto desse ano, no «Jornal de Notícias», aparece a convocatória para uma assembleia geral, «para tratar de assuntos de grande importância». Foi, porventura, a reunião de sócios em que se decidiu pela suspensão da atividade futebolística.
Ainda nesse ano, em 12 de Outubro, surge anunciada no mesmo jornal uma «corrida de bicicletas promovida pelo Leça F.C., com o percurso de Leça a Vila do Conde com volta ao mesmo local».
Durante os anos de 1917 a 1921 não existem quaisquer referências ao Leça F.C., sinal evidente de que deixou de realizar as atividades que vinha desempenhando até aí.
De qualquer forma, o espírito leceiro manteve-se vivo, até que ressurgiu em 1922, designado na época como o «ano da reorganização».

### Reorganização
Teve lugar então a inscrição na Associação de Futebol do Porto e a inauguração da bandeira, que era noticiada em «O Primeiro de Janeiro» de 6 de Maio de 1922 da seguinte forma:
«Leça F.C. - Programa de festas realizado no campo Hintze Ribeiro, para comemorar a inauguração da sua bandeira associativa: 8 h - hasteamento da bandeira, tocando nessa altura a banda da Carris, em que se seguirá a marcha pelas ruas de Leça; 10 h - jogo entre o 3.º team do Leça F.C. e um misto do Porto; 12 h - Jogo entre o 2.º team do Leça F.C. e o 2.º team do Ramaldense F.C.; 15,40 h - corridas de velocidade e de 3 pernas (inter-sócios); 16 h - desafio de futebol entre o 1.º team do Leça F.C. e o 1.º team do Ramaldense F.C.; 17,40 h - corridas de velocidade entre crianças e corridas de sacos. No dia seguinte foram entregues os prémios aos vencedores».
Em 16 de Setembro de 1923 é inaugurado o novo campo de jogos conhecido como "campo Miguel Bombarda», que se situava, no sentido norte-sul, na zona compreendida entre as atuais ruas Dr. Albano de Sá Lima e dos Dois Amigos.
Também em 1923, em 17 de Novembro, verifica-se a aprovação dos estatutos pelo Governo Civil do Porto. Saliente-se que, entre os 21 leceiros que os subscreveram, figuravam o presidente e o vice-presidente da Direção de 1915, respectivamente, António Lino Moreira e António Vasques Rodrigues, o que é revelador que, entre os homens da «reorganização», estavam também os da fundação.
Na época de 1922/23 ocorreu a estreia do Leça F.C. em competições oficiais, disputando o Campeonato da Promoção. Os adversários da série eram: Ramaldense, Nun'Álvares e Grémio Prosperidade do Candal.
O Leça ficou em 1.º lugar nas séries da 1.ª e 2.ª categoria (1.º e 2.º equipas). Foi disputar depois o título, em final com os vencedores das outras séries. Embora perdendo na 2.ª categoria com o Coimbrões, bateu, na 1a categoria, o Invicta Sport Clube. Foi, portanto, um começo auspicioso: na estreia em competições oficiais, o Leça sagrara-se campeão do Campeonato da Promoção do Porto, na 1.ª categoria!
Uma notícia que sintetiza os primeiros anos de vida do clube é-nos fornecida por «O Comércio de Leixões» de 20 de Abril de 1924:
Esta florescente agremiação desportiva foi fundada em 1912, tendo-se dissolvido tempos depois, para ser reorganizada em Janeiro de 1922. Do seu primeiro onze, jogam no Leça os sportmans Domingos Ramos, António Uno, Gaspar Queiroz e Fernando Teixeira.
O Leça possui atualmente um vasto e bem montado campo de jogos, à Rua Miguel Bombarda, na vizinha Leça da Palmeira e concorre aos campeonatos oficiais com 3 categorias e uma equipa infantil.
Na época de 1922-1923, conseguiu pelo seu esforço colocar-se à cabeça do campeonato da Promoção do Porto, depois de uma luta tenaz e porfiada entre antigos e fortes clubes daquela cidade».

## Futebol

### Percurso desportivo
A partir daí o Leça FC manteve uma atividade regular e ininterrupta, congregando Leça da Palmeira à sua volta.
Do ponto de vista desportivo, o facto mais assinalável da primeira metade da vida do clube foi a subida à primeira divisão nacional ocorrida em 1941, conseguida por um grupo de atletas da terra, do mais puro amadorismo, os quais, embora com inegável valor, não dispunham das condições dos seus adversários, razão pela qual o Leça F.C. se quedou no 12.º e último lugar, com 11 pontos conquistados, resultantes de cinco vitórias, um empate e 16 derrotas.
O caminho futebolístico do Leça reparte-se maioritariamente pelas 2.ª e 3.ª Divisões nacionais, registando em cada uma delas, respectivamente, 21 e 28 presenças.
Debruçando-nos sobre os últimos dez anos de vida, referiremos que, entre 1986 e 1991, o Leça F.C. alterna entre a 2.ª e a 3.ª Divisões Nacionais, após o que consegue subir em 1992 da 3.ª à 2.ª Divisão B e, em 1993, à 2.ª Divisão de Honra, prova de carácter nacional que tinha sido criada em 1990/1991.
Nesta difícil competição, o Leça F.C. termina em 9.º lugar em 1993/94, entre 18 equipas, vindo a conquistar, na época seguinte, o 1.º lugar e inerente título de campeão nacional da 2.ª Divisão de Honra, que lhe possibilitou a subida à 1.ª Divisão, a que tinham acesso os três primeiros classificados.
Quer dizer: o Leça F.C., em quatro anos, conseguiu ascender da 3.ª à 1.ª Divisão, sagrando-se campeão em 1993 e em 1995, respectivamente da 2.ª Divisão «B» e da 2.ª Divisão de Honra, percurso sem dúvida notável! Nesse período o atacante brasileiro de Três Rios interior do Rio de Janeiro fez sucesso no Leça, Vinicius Lopes Righi.
Cinquenta e quatro anos depois, o Leça Futebol Clube regressou assim ao grupo dos melhores do futebol português. Cinquenta e cinco anos depois, contrariamente ao que se passou da primeira vez, o Leça, com todo o mérito, continua entre os melhores!
Nas camadas jovens o clube mantém a estabilidade pelas divisões distritais da AF Porto. O coordenador é o ex-atleta Srdjan Slagalo há vários anos e um dos marcos da formação leceira na última década. O recorde de pontos, menos derrotas, mais vitórias, menos golos sofridos e mais golos marcados foi sob-alçada do treinador André Vieira da Silva que detém assim o recorde de melhor treinador de sempre das camadas jovens.
Em 2025, o Leça Futebol Clube decidiu inovar no quadro de sócios e passou a aceitar bebês reborn como torcedores oficiais, gerando repercussão imediata nas redes.

### Palmarés[6][7]
- Segunda Divisão: 1992/93
- Segunda Liga: 1994/95
- III Divisão - Nível 4: 2006/07 (Série B)
- Divisão de Elite da AF Porto: 2017/18
- 1.ª Divisão da AF Porto: 1977/78

### Estádio
A equipa realiza os seus jogos em casa no Estádio do Leça FC, que desde 1991 conta com um relvado natural.